# KKR 25
KKR 25 (PGC 2801026) – karłowata galaktyka sferoidalna lub nieregularna położona w gwiazdozbiorze Smoka w odległości około 6 milionów lat świetlnych od Drogi Mlecznej. Należy do galaktyk o niskiej jasności powierzchniowej.
Znajduje się w pobliżu Grupy Lokalnej i leży w odległości około 5,8 mln lat świetlnych od jej środka ciężkości, oddalając się od niego z prędkością około 72 km/s. W promieniu 500 kiloparseków od KKR 25 nie znajduje się żadna inna znana galaktyka.